# Trinidad & Tobago Badminton Association
Die Trinidad & Tobago Badminton Association (TTBA) ist die oberste nationale administrative Organisation in der Sportart Badminton in Trinidad und Tobago.

## Geschichte
Die Trinidad & Tobago Badminton Association wurde im Januar 1964 gegründet und im April 1964 Mitglied im Weltverband IBF. Der Verband wurde 1976 Gründungsmitglied im kontinentalen Dachverband Badminton Pan Am, damals noch unter dem Namen Pan American Badminton Confederation firmierend. Nationale Meisterschaften werden seit 1965 ausgetragen. Der Sitz des Verbandes befindet sich in der Wrightson Road in Port of Spain. Der Verband gehört dem Nationalen Olympischen Komitee an.

## Bedeutende Veranstaltungen, Turniere und Ligen
- Einzelmeisterschaften

## Bedeutende Persönlichkeiten
- Zuedie Mack, Präsident
- Leslie G. Dookhie, ehemaliger Präsident